# Шевченківський район (Дніпро)
Шевченківський райо́н — адміністративний район на правобережжі міста Дніпра.

## Історія
Був утворений 12 квітня 1973 року з частин Соборного, Центрального та Чечелівського районів і отримав назву Бабушкінський район (на честь революціонера Івана Бабушкіна).
26 листопада 2015 року Бабушкінський район було перейменовано на Шевченківський.
На сході межує з Соборним, на заході — з Центральним та Чечелівським районами, на півдні — з Дніпровським районом області, акваторією Дніпра — з прибережним ексклавом Індустріального району.

## Населення

### Мовний склад
Рідна мова населення за даними перепису 2001 року:
| Мова       | Чисельність, осіб | Доля     |
| ---------- | ----------------- | -------- |
| Українська | 66 949            | 41,87 %  |
| Російська  | 91 074            | 56,95 %  |
| Інше       | 1 891             | 1,18 %   |
| Разом      | 159 914           | 100,00 % |

## Місцевості
До складу Шевченківського району входить центр міста (колишня козацька слобода Половиця), Млини (Нові плани), Підстанція, 12 квартал, Тополя, Будівельник, Мирне, Кротова.

## Головні вулиці
- Проспект Дмитра Яворницького
- Проспект Богдана Хмельницького
- вулиця Січеславська Набережна
- вулиця Святослава Хороброго
- вулиця Михайла Грушевського
- вулиця Січових Стрільців
- вулиця Панікахи
- Запорізьке шосе
- вулиця Данила Нечая

## Галерея

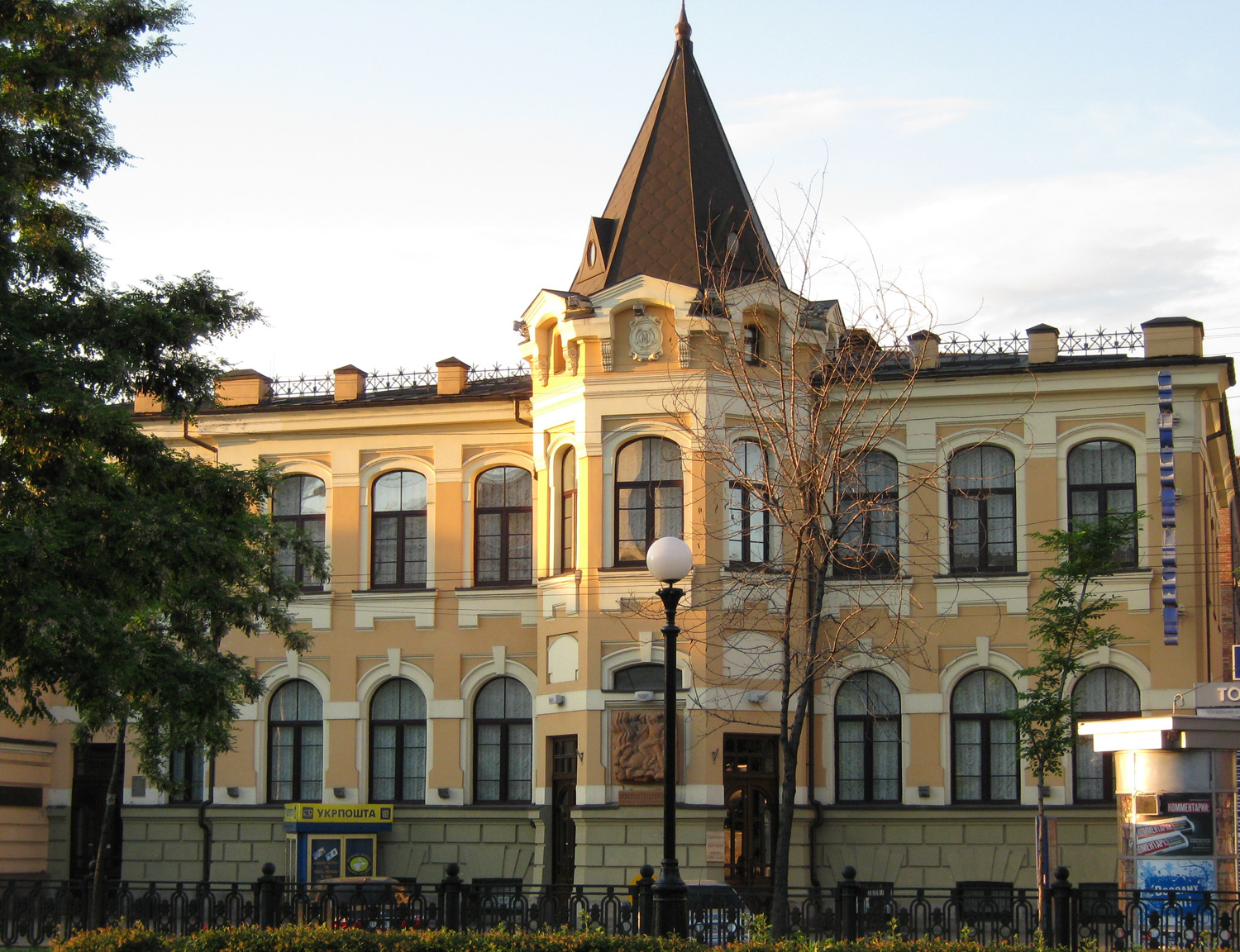
Головпоштамт
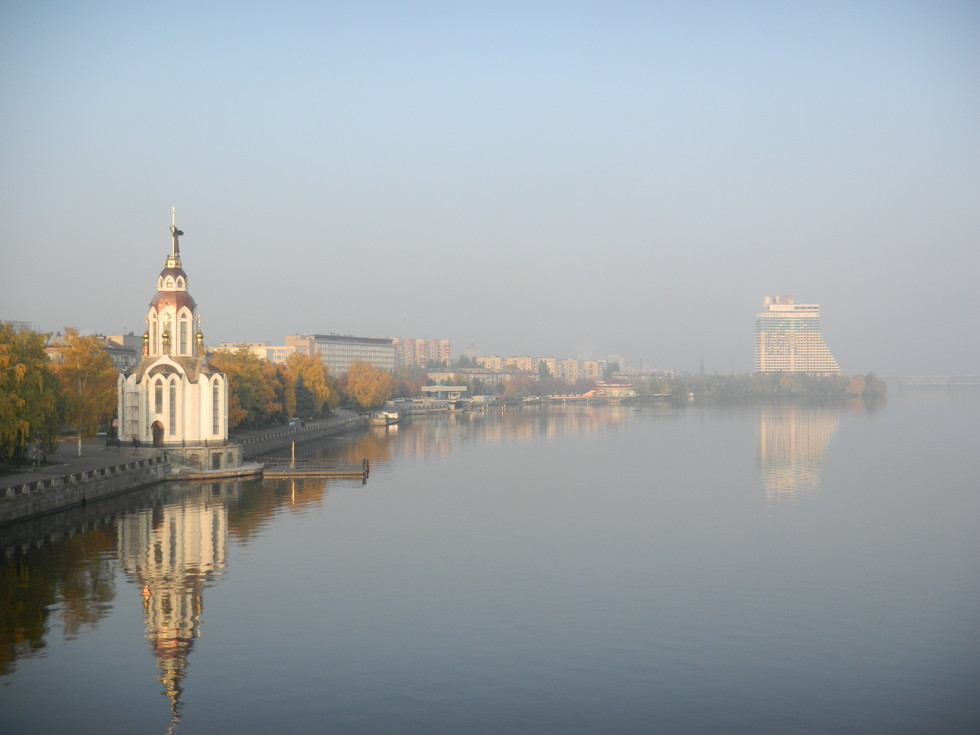
Набережна Дніпра у Шевченківському районі
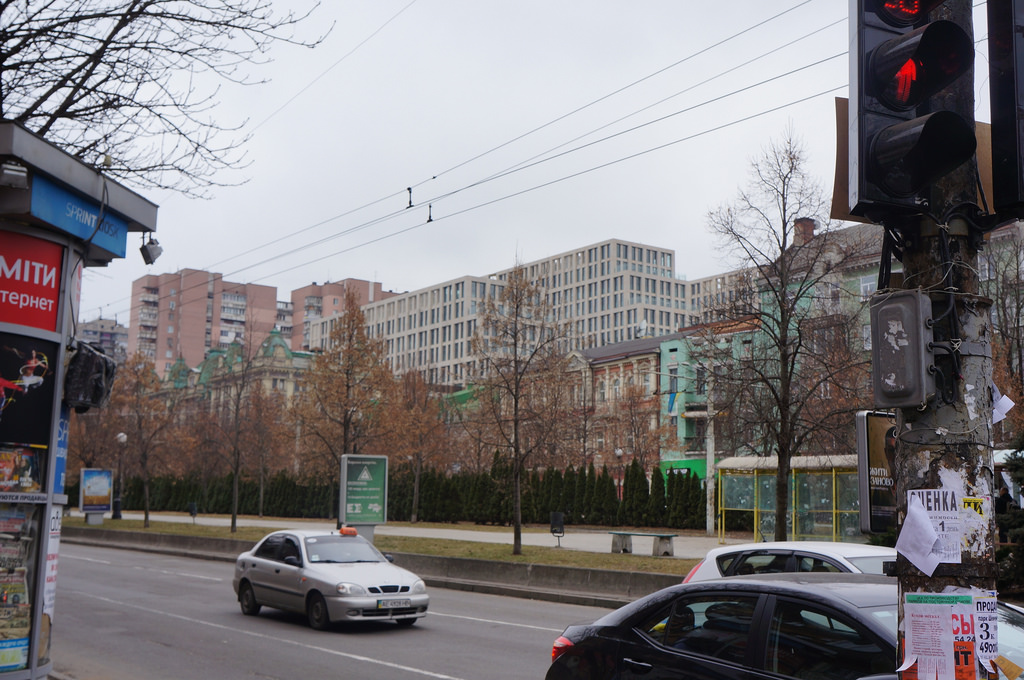
Проспект Дмитра Яворницького
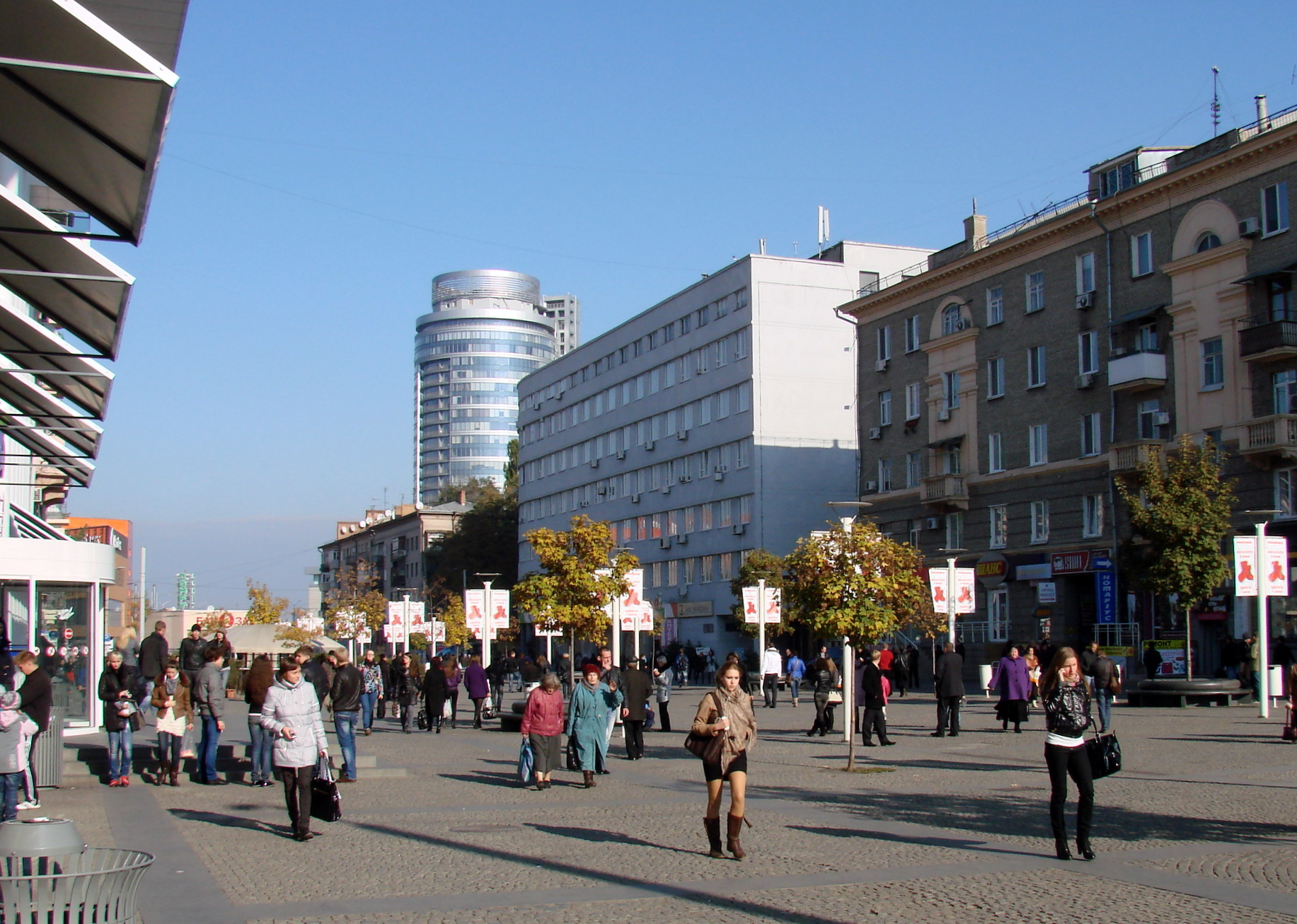
Європейський бульвар
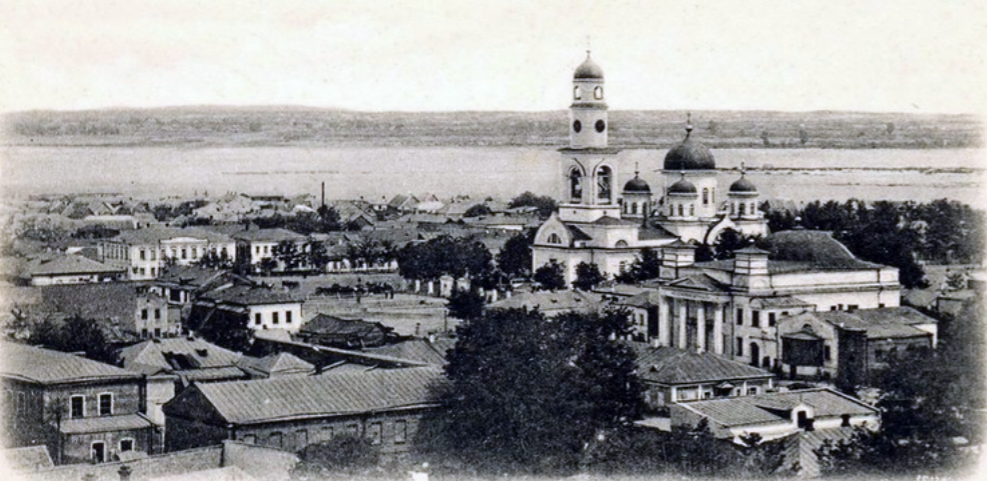
Шевченківський район у 1910 році зі Свято-Успенським собором, зруйнованим Радянським Союзом у 1936 році

## Постаті
- Потуданський Дарвін Каренович (1989—2020) — старший лейтенант поліції України.